# Echimys chrysurus
Echimys chrysurus — вид гризунів родини щетинцевих, що зустрічається в Гаяні, Суринамі, Гвіані і північному сході Бразилії і, можливо, в штаті Болівар у східній Венесуелі.

## Морфологія
Середня довжина голови й тіла 277 мм, середня довжина хвоста 337 мм, середня довжина задніх лап 51 мм, середня довжина вух 19.5 мм.
Верх тіла від темно до блідо сіро-коричневого забарвлення й щільно вкрите широкими плоскими шипами від шиї до крупа, решта волосяного покриву складається з жорстких щетинок. Вуха малі, тонко запушені, коричневі. Очі темно-коричневі з тьмяно червоним блиском. Хвіст повністю запушений, смуглявий базально з дистальною від половини до 2/3 білого, жовтого чи каштанового забарвлення. Щоки, горло, пахова область білі, решта нижньої частини тіла сіро-коричневого забарвлення. Спостерігаються значні індивідуальні відмінності в забарвленні. 

## Поведінка
Веде нічний і деревний і зазвичай солітарний спосіб життя. Робить листяні гнізда в порожнинах дерев. 

## Загрози та охорона
Живе у незайманих лісах, тому збезлісення негативно впливає на його чисельність. Мешкає на території кількох природоохоронних зон.